# 奎因 (姓氏)
奎因 或者 奎恩（Quinn）可以指：

## 人物
- 艾丹·奎因（英語：Aidan Quinn，1959年3月8日－），美国演员。
- 莫莉·奎恩（英語：Molly Caitlyn Quinn，1993年10月8日－），美国女演员。
- 尼埃尔·奎因（英語：Niall John Quinn，1966年10月6日－），退休的爱尔兰职业足球运动员。
- 海倫·奎恩（英語：Helen Rhoda Quinn，1943年5月19日－），澳大利亚裔美国粒子物理学家。
- 哈莉·奎茵（英語：Harley Quinn，1961年6月9日－），DC漫画旗下虚构的超级反派。
- 帕特·奎因（英語：Pat Quinn；1948年12月16日－），是美國的一位政治人物。
- 詹姆斯·奎因（英語：James Quinn，1906年9月9日－2004年7月12日），美国男子田径运动员。
- 安東尼·奎恩（1915年－2001年），美国演員
- 肖恩·奎因（1947年－），愛爾蘭前首富及企業家
- 德克兰·奎因（1957年－），美国摄影师
- 茱莉亞·昆恩（1970年－），美國作家
- 奎因_(足球員)（1995年－），加拿大女足运动员

|  | 本页或本分段罗列了姓氏为「奎因 (姓氏)」的人物。 如果是一个指代特定个人的内链将您引导到本页，請考慮修正該人物的名字以將链接指向正確的條目。 |